# Simulium jenningsi
Simulium jenningsi är en tvåvingeart som beskrevs av Malloch 1914. Simulium jenningsi ingår i släktet Simulium och familjen knott. Inga underarter finns listade i Catalogue of Life.